# Бартенау, Людвиг Барт цу
Людвиг Барт цу Бартенау (нем. Ludwig Barth von Barthenau; 17 января 1839, Роверето, Тренто  — 3 августа 1890, Вена) – австрийский химик, педагог, профессор, доктор философии, альпинист.

## Биография
Образование получил в Мюнхенском университете, ученик Юстуса фон Либиха. Проходил военную службу в Академическом легионе (1859 и 1866).
В 1867 году был назначен профессором химии в Инсбрукском университете. С 1876 года — профессор химии Венского университета.
В 1876 году стал членом-корреспондентом, в 1879 году — действительным членом Австрийской академии наук. Был членом Высшего медицинского совета, продвигал австрийскую фармацевтическую химию, открыл резорцин, успешно работал над производными бензола и действием расплавленного поташа на органические вещества.
В 1880 году вместе с химиком Адольфом Либеном (1836—1914) основал журнал ежемесячный журнал по химии Monatshefte für Chemie.
Как альпинист исследовал Штубайские Альпы, результат опубликовал в монографии.
предприниматель, винодел. На принадлежавших ему участках земли одним из первых начал культивировать в Тироле виноград пино нуар, создал вино Barthenau.

## Избранные труды
- Über die Einwirkung des Chlors auf den Amylalkohol, 1861 – The action of chlorine on amyl alcohol.
- Über die Einwirkung des Broms auf Glycerin, 1862 – The action of bromine on glycerol.